# Филип Самуровић
Филип Самуровић (Шабац, 23. септембар 2002) српски је фудбалски голман који тренутно игра за Радник из Бијељине, на позајмици из Чукаричког.

## Каријера
Фудбал је почео да тренира у Мачванском Прњавору. Као голман омладинског састава шабачке Мачве, Самуровић је током 2020. године прикључен раду с првим тимом. У фебруару 2021. је потписао професионални уговор с клубом. Дебитовао је у 36. колу Суперлиге Србије за такмичарску 2020/21. против Војводине и у 18. минуту истог сусрета добио црвени картон услед непрописне интервенције ван шеснаестерца. Наступио је и у минималној победи над Златибором на затварању сезоне, после које су обе екипе испале из тог такмичења. Надаље се усталио у саставу као први голман екипе у Првој лиги Србије. Током такмичарске 2022/23. је 11 пута сачувао мрежу.
Самуровић је у јуну 2023. прешао у Чукарички. После уводних кола у Суперлиги Србије, под вођством Душана Керкеза, за тренера Чукаричког именован је Игор Матић. Он је у плеј-офу за Лигу Европе, против Олимпијакоса у Пиреју, извео састав у ком је пред голом био Самуровић који је тада дебитовао за екипу Чукаричког. Бранио је до првог кола групне фазе Лиге конференције, а затим су предност углавном имали Ненад Филиповић и Немања Белић. Медији су почетком децембра 2023. пренели да је Самуровић на тренингу сломио руку, после чега је оперисан. Бранио је на пријатељском сусрету с резервистима Партизана, одиграном на Спортском центру Партизан — Телеоптик крајем фебруара наредне године. Почетком јула 2024. Самуровић је прослеђен на позајмицу бијељинском Раднику.

## Статистика

### Клупска
Ажурирано 4. јула 2024.
|             |          |                  |    |   |   |   |   |   |   |   |    |   |  |  |
| Мачва Шабац | 2020/21. | Суперлига Србије | 2  | 0 | 0 | 0 | — | — | — | — | 2  | 0 |  |  |
| Мачва Шабац | 2021/22. | Прва лига Србије | 29 | 0 | 1 | 0 | — | — | — | — | 30 | 0 |  |  |
| Мачва Шабац | 2022/23. | Прва лига Србије | 36 | 0 | 1 | 0 | — | — | — | — | 37 | 0 |  |  |
| Мачва Шабац | Укупно   | Укупно           | 67 | 0 | 2 | 0 | — | — | — | — | 69 | 0 |  |  |
|             |          |                  |    |   |   |   |   |   |   |   |    |   |  |  |
| Чукарички   | 2023/24. | Суперлига Србије | 11 | 0 | 1 | 0 | 3 | 0 | — | — | 15 | 0 |  |  |
|             |          |                  |    |   |   |   |   |   |   |   |    |   |  |  |
| Каријера    | Каријера | Каријера         | 78 | 0 | 3 | 0 | 3 | 0 | — | — | 84 | 0 |  |  |
|             |          |                  |    |   |   |   |   |   |   |   |    |   |  |  |

## Приватно
Брат близанац Младен је попут Филипа каријеру започео у екипи Мачве. Њихов отац Милан је такође професионално играо фудбал и био капитен тог клуба.